# Caroline Lantoine
Caroline Lantoine (ur. 22 listopada 1982) – francuska judoczka. Startowała w Pucharze Świata w latach 2001–2003, 2007 i 2009–2011. Medalistka w drużynie na mistrzostwach Europy, w 2007, 2008 i 2009. Druga na akademickich MŚ w 2002. Mistrzyni Europy U-23 w 2004 i juniorów w 2000. Wicemistrzyni Francji w 2001 roku.